# Cartaletis nigricosta
Cartaletis nigricosta là một loài bướm đêm trong họ Geometridae.